# Mars (illustrateur)
Pour les articles homonymes, voir Mars et Bonvoisin.
Maurice Bonvoisin, dit Mars, né le 26 mai 1849 à Verviers (province de Liège) et mort le 27 mars 1912 à Monte-Carlo (Monaco), est un dessinateur, illustrateur, aquarelliste, aquafortiste et graveur belge.

## Biographie
Maurice Charles Mathieu Bonvoisin naît le 26 mai 1849 à Verviers.
Sa famille est aisée, elle possède une filature de laine à Verviers. Très jeune, il montre une disposition pour le dessin et la caricature. Il fait ses études à Liège, puis à Lille. À 22 ans, il perd son père et prend la direction de l’affaire familiale. Grâce à Draner, qui deviendra son ami, son premier dessin paraît dans Le Monde comique en 1872. Il est également ami avec Félicien Rops, dont il collectionne les œuvres.
Après huit ans passés à la tête de l’entreprise familiale, il en cède la direction à son frère et, le succès aidant, il décide de se consacrer exclusivement à sa vocation et s’installe à Paris. Il fournit de nombreuses caricatures au journal satirique Le Charivari et des dessins d’actualité à des grands journaux illustrés parisiens tels que La Vie élégante, Le Monde illustré, L'Art de la mode et L'Illustration, notamment pour des visites officielles de souverains ou chefs d’état étrangers. Il se spécialise également dans les évènements mondains et la vie parisienne, illustrant ce que l’on appelait alors « la saison ». Il fréquente les salons chics. En 1893, à l’occasion de la visite de l’escadre russe en France, il la suit pendant tout son séjour et en fait un livre. 
Il est à l'initiative des « Dîner du crayon » en mars 1890, il est également membre de La Société des dessinateurs humoristes. Il sera aussi membre de la Société internationale des Aquaforistes.
Il produit en 1892 un recueil de dessins balnéaires de la Côte d'Opale.
Il jouit également d'une grande notoriété en Grande-Bretagne, où il se rend souvent et où son talent est connu et estimé. Il devient ainsi un collaborateur régulier de journaux comme The Graphic, Lady's Pictorial ou The Illustrated London News. Il voyage beaucoup et publie des albums de dessins sur les lieux de villégiature à la mode, dont certains sont financés par des publicités.

### En bande dessinée
Mars est un dessinateur acharné de la gent féminine, dont le but poursuivi est plus érotique et frivole que réellement comique. Quatre costumes de chasse (17 novembre 1883) relève du même esprit en jouant sur les différentes significations du mot « chasse » : depuis la chasse au fusil jusqu’au bandit attendant sa proie en passant par la jeune femme en recherche d’un client.
Selon Frédéric Paques : « Certaines planches, enfin, ne sont pas narratives stricto sensu, mais induisent une ambiance, évoquent une atmosphère. Nombreuses sont les suites d’images qui reprennent plusieurs vues d’un événement, avec peu ou pas de légendes. Chaque case, si elle est considérée isolément, n’apporte qu’un élément de l’information. Chaque vue parcellaire complète la vision d’ensemble d’une scène ou d’un événement. Ce type de description morcelée nous fait penser aux séquences muettes très fréquentes dans les mangas : elle ne font pas « avancer » l’histoire, mais dirigent le regard vers des détails, instillant un climat, un état d’esprit dans le chef du lecteur. Elles racontent un moment. »
Il meurt le 27 mars 1912 à Monte-Carlo, à l'âge de 62 ans.

## Œuvres
- À travers Berlin (juillet 1887).
- L'Escrime à l'Élysée
- La Vie à Spa
- Bruxelles
- La Vie d’Ostende (1885)
- La Vie à Londres
- Aux Rives d’Or
- La Vie à Biarritz
- Paris brillant, Librairie Plon.
- Étretat

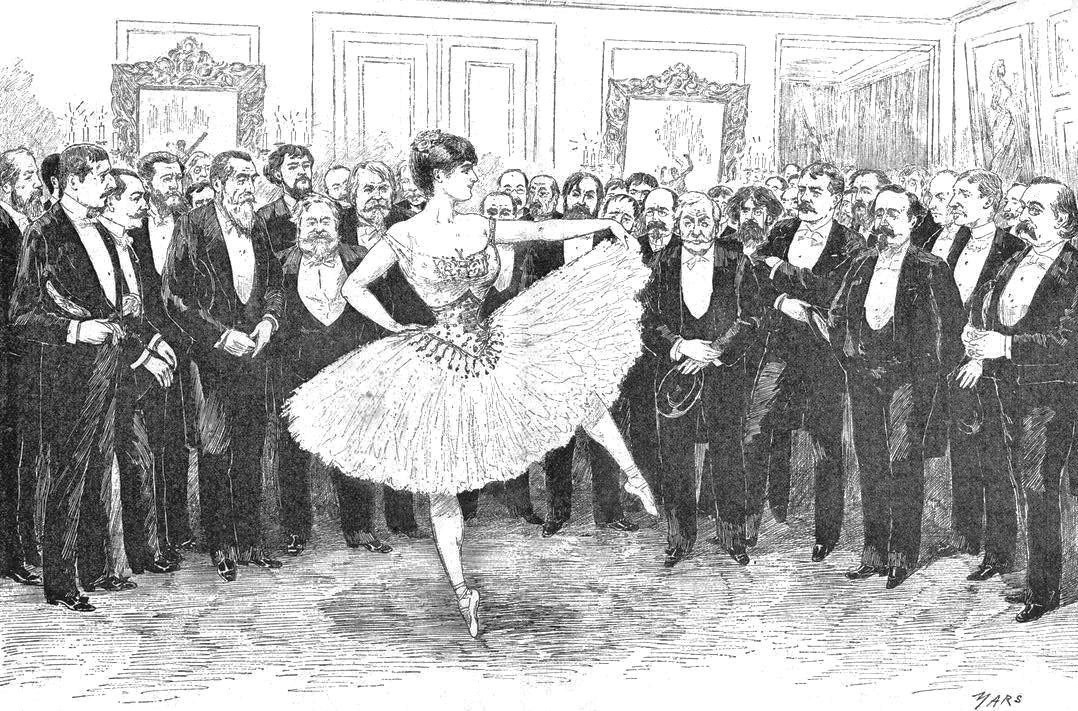
Le Cinquantenaire du Charivari chez M. Pierre Véron (Le Monde illustré, 1883).

- Plages de Bretagne & Jersey (1888), Librairie Plon.
- Les Marins russes
- Mes chéris
- La Vie à Champéry
- Mesdames les cyclistes
- Montecarlo et la Riviéra
- Compères & Compagnons (1887).

### Collections publiques
- Musée des Beaux-Arts et de la Céramique, Verviers[4].

#### Études
- Frédéric Paques, Avant Hergé : Étude des premières apparitions de bande dessinée en Belgique francophone (1830-1914), t. 1 : Texte, Liège, Université de Liège, 2012, 337 p., PDF (lire en ligne), p. 125, 154. Thèse présentée en vue de l’obtention du titre de Docteur en Histoire de l’art sous la direction de Jean-Patrick Duchesne. Année académique 2011-2012

#### Livres
- Emmanuel de Bonvoisin, Mars, témoin de son époque sa vie (1849-1912), son œuvre, La Bibliothèque des Arts, Paris, 1982 (OCLC 1400259280).